# میلز اورچاردز (کالیفرنیا)
میلز اورچاردز (به انگلیسی: Mills Orchards) یک منطقهٔ مسکونی در ایالات متحده آمریکا است که در شهرستان کولوزا، کالیفرنیا واقع شده‌است. میلز اورچاردز ۴۸ متر بالاتر از سطح دریا واقع شده‌است.